# Les Enfants de l'amour
Pour les articles homonymes, voir L'Enfant de l'amour.
Pour plus de détails, voir Fiche technique et Distribution.
Les Enfants de l’amour est un film français réalisé par Léonide Moguy et sorti en 1953.

## Synopsis
Dans une maternité, de jeunes mères célibataires sont accompagnées par l’assistante sociale Hélène Lambert qui essaie de les responsabiliser face à leurs nouvelles charges tandis que le docteur Baurain insiste sur l’importance de leur éducation morale et sexuelle. Ils vont venir en aide à plusieurs jeunes femmes : celle-là qui voudrait céder son enfant à un couple candidat à l’adoption, celle-ci qui, après le décès de son premier bébé dans des circonstances dramatiques, en attend un second, et bien d'autres cas encore.

## Fiche technique
| - Titre : Les Enfants de l’amour - Réalisation : Léonide Moguy - Scénario : Léonide Moguy d’après l'essai de Maryse Querlin sur les filles-mères, Les Ventres maudits (Les Éditions de France, 1931) - Dialogues : Léonide Moguy - Musique : Joseph Kosma - Directeur de la photographie : Robert Juillard - Ingénieur du son : Antoine Archimbaud - Décors : Rino Mondelli - Monteuse : Louisette Hautecoeur | - Pays d’origine : France - Date de tournage : 1953 - Producteur : Ayres d’Aguiar - Directrice de production : Ludmilla Goulian - Société de production : Gray-Film (France) - Format : Noir et blanc — 1,37:1 — Son monophonique — 35 mm - Genre : Mélodrame - Durée : 95 minutes - Date de sortie : - France - 10 novembre 1953 - Affiche : Jean Mascii (France) |

## Distribution
| - Jean-Claude Pascal : le docteur Jacques Baurain - Etchika Choureau : Anne-Marie / Geneviève - Lise Bourdin : Hélène Lambert, l’assistante sociale - Marcel Pérès : Monsieur Landrieu - Jean-Max : Monsieur Martichou, le président - Monique Aïssata : une future mère - Marcelle Arnold : la femme candidate à l’adoption - Paul Azaïs : Monsieur Lefranc - Joëlle Bernard : Dolly - Lucienne Bogaert : Madame Donnadieu - Mylène Demongeot : Nicole - Germaine Dermoz : la mère de Nicole - Valentine Tessier : la directrice - Raymond Cordy : le policier | - Janine Darcey : une future mère - Albert Duvaleix : l’abbé - Catherine Erard : une future mère - Georges Galley : Vittorio - Philippe Hersent : l’inspecteur Gaultier - Jean-Pierre Jaubert : Roger Dubois - Héléna Manson : Mademoiselle Lefort - Maryse Martin : Madeleine - Dominique Page : Liliane - Nadine Tallier alias « Nadine de Rothschild » : Lulu - Claude Sylvain - Robert Vattier : Albert - Charles Lemontier : un membre du comité (non crédité) - Raymond Loyer : un reporter (non crédité) |

## Autour du film
- Des faits véridiques issus d’une enquête sociale réalisée par Marise Querlin du temps d’avant la pilule. Marise Querlin a également coécrit le scénario[1].
- Mylène Demongeot[2] : « Mon premier film s’appellera donc Les Enfants de l’amour. […] C’est l’histoire de malheureuses filles-mères rejetées de tous (la pilule n’est pas encore arrivée, le sujet est brûlant !). Ça va pleurer dans les chaumières. Un vrai mélo. Je suis une fille de famille de quinze ans qui a « attrapé » un bébé, c’est la catastrophe, ma mère (Germaine Dermoz) est une femme terrible, je dois être la plus malheureuse du monde… […] Moguy m’accueille très gentiment, m’embrasse sur les deux joues et me montre le décor dans lequel nous nous trouvons : une salle d’opération. […] Moguy m’explique ce que nous allons tourner.
— Tu vas t’allonger sur cette table et nous allons filmer la scène où tu accouches. […]
Mais comment vais-je faire ? Personne ne va m’expliquer comment on fait pour jouer un accouchement ? Au secours ! Je sais seulement que ça fait très mal… […] Mais le pire m’attend. L’assistant me prend par le bras et m’aide à m’étendre sur une table. Là, on m’écarte tout grand les jambes, on me met les pieds de chaque côté, dans des espèces d’étrier en métal. […] Jean-Claude Pascal, avec ses longs cils encore plus grands parce qu’il a enfilé un masque (bleu) qui lui cache la bouche, approche, s’installe entre mes jambes écartées. Quelle position parfaitement humiliante, j’en pleurerais de honte. […]
— Allez ! Dit Moguy, on tourne. Moteur ! Toi, mon petit chou, tu pousses très fort… Et tu as mal, tu souffres… […]
Pendant que je me mets à hurler à la mort (c’est facile, j’ai tellement honte), à pleurer comme une madeleine, on me sort du ventre un (vrai) bébé couvert de (faux) sang et de farine (?), on lui tape sur le derrière, on sort des chipolatas qui simulent le cordon ombilical que Jean-Claude sectionne avec une paire de pinces.
— Coupez, crie Moguy avec à-propos. […]
On me délivre — je suis livide —, mais Moguy est très content, lui.
— Bravo, petite, on dirait que tu as fait ça toute ta vie.
Jean-Claude Pascal ne me dit rien, mais quand il me regarde il a l’air dégoûté, je le vois bien. […]
Le reste du film se passera bien. […] Moguy me choisit parmi toutes les autres et il m’emmène (en tout bien tout honneur, je dois dire qu’il ne m’a jamais embêtée) au Havre, présenter le film en avant première. Le lendemain, je découvre mon premier article dans un journal. « Rencontre au Havre avec Marie-Hélène Demongeot. » Grande fierté. Je m’appelle encore Marie-Hélène Demongeot. L’avenir est devant moi. La vie est belle. J’ai tourné un film.
Et j’ai vu mon nom inscrit en grand au générique dans la salle obscure. C’est magnifique. »
- Fait troublant : le personnage de Lulu joué par la future Nadine de Rothschild, alors actrice sous le pseudonyme de Nadine Tallier, et connue depuis pour avoir fait publier avec succès plusieurs guides du Savoir-Vivre, se moque ouvertement de Dolly à un moment du film pour avoir acheté un manuel de bonnes manières.